# Gördelsvansar
Gördelsvansar (Cordylidae) är en familj av kräldjur i underordningen ödlor.
Dessa djur lever i torra och klippiga områden av södra Afrika söder om Sahara samt på Madagaskar.
Totalt finns omkring 40 arter av gördelsvansar som blir 12 till 70 centimeter långa. Dessa lever huvudsakligen på marken. Det finns arter med väl utvecklade extremiteter och arter som saknar ben. Flera arter livnär sig av insekter och hos andra består födan huvudsakligen av växter. Större arter äter även mindre däggdjur och andra ödlor. Inte heller fortplantningsritualerna är enhetliga inom familjen. Det finns arter som lägger ägg och andra som föder fullt utvecklade ungar. De som lever i Afrikas sydligaste trakter går i dvala när det blir för kyligt.
Familjen delas in i två underfamiljer och fyra släkten.
- Chamaesaurinae
  - Chamaesaura
- Cordylinae
  - Cordylus
  - Platysaurus
  - Pseudocordylus